# Les Oubeaux
Les Oubeaux é uma ex-comuna francesa na região administrativa da Normandia, no departamento de Calvados. Estendeu-se por uma área de 4,26 km². Em 2010 a comuna tinha 226 habitantes (densidade: 53,1 hab./km²).
Em 1 de janeiro de 2017 foi fundida na comuna de Isigny-sur-Mer.